# جاك تومسون (لاعب كرة سلة)
جاك تومسون (26 مارس 1946 - ) (بالإنجليزية: Jack Thompson)‏ هو لاعب كرة سلة أمريكي في مركز هجوم خلفي. لعب مع إنديانا بايسرز.

## وصلات خارجية
- جاك تومسون على موقع سبورتس رفرنس (الإنجليزية)
- جاك تومسون على موقع كلية كرة السلة في سبورتس رفرنس.كوم (الإنجليزية)
- جاك تومسون على موقع بروبوليرز (الإنجليزية)